# Satu Järvelä
Satu Johanna Järvelä (ur. 4 października 1977 w Helsinkach) – fińska snowboardzistka. Podczas zimowych igrzysk w Nagano zajęła 13. miejsce w halfpipe’ie. Zajęła również 23. miejsce w halfpipe’ie na mistrzostwach świata w Madonna di Campiglio. Najlepsze wyniki w Pucharze Świata osiągnęła w sezonie 1997/1998, kiedy to uzyskała 41. miejsce w klasyfikacji generalnej.
W 2002 r. zakończyła karierę.

## Sukcesy

### Igrzyska olimpijskie
| Miejsce | Dzień     | Rok  | Miejscowość | Konkurencja | Zwycięzca    |
| ------- | --------- | ---- | ----------- | ----------- | ------------ |
| 13.     | 12 lutego | 1998 | Nagano      | Halfpipe    | Nicola Thost |

### Mistrzostwa Świata
| Miejsce | Dzień       | Rok  | Miejscowość          | Konkurencja | Zwycięzca     |
| ------- | ----------- | ---- | -------------------- | ----------- | ------------- |
| 23.     | 27 stycznia | 2001 | Madonna di Campiglio | Halfpipe    | Doriane Vidal |

### Puchar Świata

#### Miejsca w klasyfikacji generalnej
- 1996/1997 - 90.
- 1997/1998 - 41.
- 2000/2001 - 55.
- 2001/2002 - -

#### Miejsca na podium
1. Tignes – 16 listopada 1997 (Halfpipe) - 1. miejsce
2. Berchtesgaden – 10 lutego 2001 (Halfpipe) - 3. miejsce